# Юрлово (Псковская область)
Юрлово — деревня в Бежаницком районе Псковской области. Входит в состав сельского поселения муниципальное образование «Пореченское».
Расположена в 18 км к югу от райцентра, посёлка Бежаницы, и в 15 км к югу от волостного центра, деревни Махново.

## Население
Численность населения по оценке на 2000 год составляла 4 жителя.

## История
До 3 июня 2010 года деревня входила в состав ныне упразднённой Дворицкой волости.